# Shravana schwendingeri
Espèce
Shravana schwendingeri est une espèce de pseudoscorpions de la famille des Ideoroncidae.

## Distribution
Cette espèce est endémique de la province de Chumphon en Thaïlande. Elle se rencontre vers Lang Suan.

## Description
Le mâle holotype mesure 2,55 mm et la femelle paratype 2,44 mm.

## Étymologie
Cette espèce est nommée en l'honneur de Peter J. Schwendinger.

## Publication originale
- Harvey, 2016 : The systematics of the pseudoscorpion family Ideoroncidae (Pseudoscorpiones: Neobisioidea) in the Asian region. Journal of Arachnology, vol. 44, no 3, p. 272-329 (texte intégral).